# 王の帰還
『王の帰還』（おうのきかん、原題：The Return of the King）は、J・R・R・トールキンの代表作『指輪物語』の第三部の表題。1955年10月20日に英国で出版された。
第三部『王の帰還』は、『指輪物語』の第五巻と第六巻からなる。六巻構成で出版されるときには第五巻に『The War of the Ring（指輪戦争）』、第六巻に『The Return of the King（王の帰還）』と表題がつけられることがある。邦訳では表題はなく、単に『王の帰還』上と『王の帰還』下となっている。
『王の帰還』の巻末には「追補編」と『指輪物語』全体の索引が付属している（版によって異なる）。

## 表題
トールキンは、指輪物語を六巻と追補編から構成するものとして着想した。出版社は全体を三部に分け、第五巻と第六巻そして追補編を『王の帰還』の表題の下にまとめた。トールキンは、表題があらすじを説明しすぎだと考え、『指輪戦争(The War of the Ring)』の方がふさわしいと考えた。
当初提案された第五巻の表題は『指輪戦争』であり、第六巻の表題は『第三紀の終り(The End of the Third Age)』であった。これらの表題は『Millennium Edition』で用いられた。
最終的に『王の帰還』は『指輪物語』の第三部として出版された。

## あらすじ
物語はまもなく冥王サウロンの攻撃を受けることになるゴンドール王国から始まる。

### 第五巻:指輪戦争
ガンダルフとピピンはゴンドール王国の都ミナス・ティリスに着き、都の主で執政のデネソールに、冥王サウロンの攻撃が都に迫っていることを知らせる。ピピンは、デネソールの亡くなった世継ぎの息子ボロミアへの借りを返すために、デネソールの近衛兵として仕える。塔の護衛の制服を纏ったピピンが見守る中、モルドール軍が近づくにつれてデネソールは狂気に落ちて行く。ボロミアの弟のファラミアは敗残兵を率いて戻るが、オークの大群から旧都オスギリアスを守る絶望的な作戦を命令される。オスギリアスはすぐに圧倒され、重傷を負ったファラミアはデネソールのもとに運ばれる。民は敗れそうに見え、残るただ一人の息子は瀕死となり、絶望の中でデネソールは自分と息子の火葬の準備をさせる。ミナス・ティリスは20万を遥かに超えるオークの軍に包囲される。
一方、ローハンでは、セオデンとロヒアリムはサルマンの軍と戦ったヘルム峡谷の角笛城の戦いの疲れを癒している。アラゴルンはパランティーアを通してサウロンと対決し、モルドール軍に対する古の戦いでイシルドゥアに助力しなかったために呪いを受けた、誓言を破りし死者達の軍を味方につけようと、山の中の死者の道に向かう。レゴラス、ギムリ、北のアルノールの野伏達、そしてエルロンドの息子達エルラダンとエルロヒアも同行し、一行は出発する。アラゴルンが絶望的な使命に向かうのと同時に、セオデン王はロヒアリムの騎馬軍団を率いてゴンドールの助勢に向かう。メリーは従軍を希望するも、幾度もセオデンに却下される。だがロヒアリムのデルンヘルムがメリーを自らの馬に載せ、戦いに連れていく。森の野人の一族に助けられ、セオデンはオークが待ち伏せする街道を避けて森の中の道を行き、密かにミナス・ティリスに到達する。
恐るべきアングマールの魔王に率いられたモルドール軍はミナス・ティリスの門を打ち破るが、到着したばかりのローハン軍に圧倒される。そこに黒い帆を張った黒い船隊が現れる。モルドール軍は援軍と思い喜ぶが、王の旗が掲げられるのを見て驚愕する。アラゴルンは死者の軍を使ってウンバールの海賊の軍を破り、捕らわれていたゴンドール人を連れ帰っていたのである。続くペレンノール野の合戦で、アングマールの魔王は、デルンヘルムと名乗っていたセオデン王の姪エオウィンとメリーによって斃される。こうして、セオデン王を含む多くのローハン兵やゴンドール兵という大きな犠牲を払いながらも包囲軍は退けられる。デネソールは自分とファラミアを生きながら火葬しようとするが、ガンダルフとピピンはファラミアを救い出す。デネソールはミナス・ティリスのパランティーアを使ったことを語り、状況は絶望的であると言う。
ガンダルフは、デネソールが絶望のあまり何度もパランティーアを覗いていたことを知る。サルマンと異なり、気高い使命感と強い意思を持つデネソールはサウロンの僕になることはなかったが、絶望感を深められていた。さらに、デネソールはアラゴルンを新たな王として受け入れないと言い、炎の中で自らを滅ぼす。ファラミアは療病院に運ばれ、アラゴルンの治療を受ける。アラゴルンは続いて、魔王に傷つけられたメリーとエオウィンを治療する。サウロンが再攻撃の軍を整えるのは時間の問題であるため、ガンダルフとアラゴルンは、フロドとサムがサウロンの眼に見つからずに滅びの山にたどり着いて一つの指輪を破壊できるように、黒門を攻撃しモルドール軍を引きつける陽動作戦を決断する。
ガンダルフとアラゴルンはモルドールの黒門に軍を率い、サウロン軍を攻める。“サウロンの口”を自称する使者が黒門から来て、フロドのミスリルの鎖かたびら、エルフのマント、そして短剣を見せて、フロドの釈放と引き換えに降伏と服従を求める。だがガンダルフは使者が嘘をついていることを察し、品々を奪い取り、降伏を拒否する。戦闘が始まり、ピピンはトロールを殺すが、その体の下になり、意識を失うところに大鷲たちが到着する。

### 第六巻:王の帰還
一つの指輪を身につけたサムは、キリス・ウンゴルの塔で拷問と死からフロドを救う。フロドとサムはモルドールの不毛の荒野を進み、オークの軍に遭遇するが、オークの服を着て偽装し逃れる。指輪からサウロンの注意をそらそうとするガンダルフの計画は上手く行き、モルドールはほぼ空となり、残りのオークのほとんどはガンダルフとアラゴルンが率いる軍に対峙するために出払っている。厳しく危険な旅の後、フロドとサムは滅びの罅裂にたどり着く。フロドは指輪を滅びの山に投げ込もうとするものの、指輪の力に屈し、指輪を自らのものにしようとする。その時、フロドとサムをつけていたゴクリがフロドを襲い、指を噛みちぎって指輪を奪う。“いとしいしと”を取り戻したゴクリは歓喜するが、バランスを失って指輪と共に裂け目に落ちる。指輪はついに破壊され、中つ国はサウロンから解放される。滅びの山は爆発し、フロドとサムは溶岩流に囲まれるが、大鷲に助けられる。サウロンの破滅により、黒門からその軍は逃げ去る。サウロンは人間の軍に手を伸ばそうとする大きな影として現れるが、力なく風に吹き飛ばされる。サウロンの配下にいた人間達は降伏し故国にもどることを許される。フロドとサムは溶岩流から救い出され、旅の仲間たちと再会し、イシリエンのコルマルレンの野で名誉の礼を受ける。
ミナス・ティリスでは、ファラミアとエオウィンが療病院で出会って恋に落ちる。イシルデュアの裔たるアラゴルンはミナス・ティリスの門の外でゴンドール王としての戴冠式に臨み、フロドが古のゴンドールの王冠を運び、ガンダルフがアラゴルンの頭に置く。回復したファラミアはイシリエンの大公となり、デネソールの狂気からファラミアを救い出したベレゴンドはファラミアの護衛隊長に任命される。ガンダルフとアラゴルンはゴンドールの高所に行き、〈白き木〉の若木を見つけ、アラゴルンは枯れたミナス・ティリスの〈白き木〉の代わりに植える。間もなく、裂け谷のエルロンドの娘アルウェンと、ケレボルンとガラドリエルがミナス・ティリスに到着し、アラゴルンはアルウェンとの婚礼の式を挙げる。別れのあいさつを交わし、ホビット達もついにホビット庄に帰るが、故郷は惨憺たる状況にある。ホビット達は“お頭様”と呼ばれるロソ・サックヴィル＝バギンズの圧政に敷かれているが、実は“シャーキー”と呼ばれる陰の存在に操られている。シャーキーは堕落した人間達を使ってホビット庄を完全に制圧し、木を切り倒して庄を工業化している。
メリー、ピピン、フロド、そしてサムはいまひとたび行動計画を立てる。ホビット達を立ち上がらせ、水の辺村の戦いで勝ち、庄を解放する。袋小路の入り口でフロドらはシャーキーに会うが、その正体が零落した魔術師のサルマンであることを知る。フロドに解放されたサルマンは手下の蛇の舌グリマを冷酷に扱い、グリマはサルマンに飛びかかって首を掻き切る。逃げようとしたグリマはホビットの射手たちに斃される。サルマンの魂は東方に飛び去り、肉体は骸と化す。やがて庄は元の姿を取り戻す。サルマンに切り倒された木々は、サムがガラドリエルから贈られた砂と種によって復活し、家々は再建され、平和が戻る。サムは長く想っていたロージー・コトンと結婚する。メリーとピピンはそれぞれバック郷とトゥック郷を立派に治める。だが、フロドは魔王に刺され、シェロブに毒され、指を失った傷から回復することがない。フロドはガンダルフ、ビルボ・バギンズ、そしてエルロンドやガラドリエルなど多くのエルフ達と共に西の浄土へと発つ。エルロンドが中つ国から旅立ったことをもって第三紀は終わる。サム、メリー、そしてピピンは、ガンダルフ、ビルボ、フロド、そしてエルフたちが故郷へと旅立つのを見守る。フロドの物をすべて受け継ぎ、サムはフロドの旅立ちを悲しみながら袋小路の家に帰り、ロージーと娘のエラノールに迎えられ、守るべきものがあることに感謝する。